# 嘀嗒出行
嘀嗒出行（英語：DIDA CHUXING，港交所：2559） 是中国一款基于分享经济的网络预约出租汽车平台，隶属于北京畅行信息技术有限公司。

## 历史
2014年9月由宋中杰在北京创建，最初叫嘀嗒拼车，主营顺风车业务，2017年10月正式上线出租车业务。2018年1月18日更名为现在名字。目前有出租车和顺风车两块业务。2019年9月成立五周年之际，创始人兼首席执行官宋中杰表示公司已实现盈利，用户突破1.3亿，车主数量突破了1500万。
2024年6月28日在香港交易所挂牌上市。